# Gabriel Diallo
Gabriel Diallo (født 24. september 2001 i Montréal, Canada) er en professionel tennisspiller fra Canada.